# Turquinia montana
 (novembre 2021).
Genre
Espèce
Turquinia montana, unique représentant du genre Turquinia, est une espèce d'opilions laniatores à l'appartenance familiale incertaine.

## Distribution
Cette espèce est endémique de Cuba. Elle se rencontre dans les provinces de Santiago de Cuba et de Cienfuegos.

## Description
La femelle holotype mesure 3,0 mm.

## Publication originale
- Šilhavý, 1979 : « New opilionids from the subfamily Phalangodinae from Cuba (Arachn.: Opilionidea). » Věstník československé Společnosti zoologické, vol. 43, no 1, p. 60–75.